# 四乙基甲烷
四乙基甲烷（英語：Tetraethylmethane）也称作二乙基戊烷（英語：Diethylpentane）其IUPAC名称为3,3-二乙基戊烷（英語：3,3-Diethylpentane）化学式C(CH2CH3)4，是壬烷的同分异构体之一。四乙基甲烷室温下为液体，高度易燃易挥发。